# Islote Mosquito
Islote Mosquito, (en francés Îlet Moustique y también conocido como Caye Moustique y Mosquito Cay) es el nombre que recibe una pequeña isla del país caribeño de Haití, que está situado en el departamento de Sur, distrito de Aquin, y en la comuna de Saint-Louis-du-Sud. 